# Pro forma faktura
Pojem pro forma faktura (též proforma faktura či proformafaktura) je vžitý název, který se obvykle používá pro označení neúčetní písemnosti, která časově předchází skutečný účetní doklad např. fakturu.
I z pohledu plátce DPH je pojem pro forma faktura neúčetním dokladem bez vlivu na daň. Pro forma faktura obsahuje zpravidla veškeré předepsané náležitosti účetního, resp. běžného daňového dokladu. Údaje však mají pouze informativní charakter a slouží např. jako podklad pro rozhodnutí o uzavření obchodní operace. Pro forma faktura musí být označena jako neúčetní písemnost bez vlivu na daň. Pro forma faktura není daňovým dokladem.